# ゴジラxコング 新たなる帝国
『ゴジラxコング 新たなる帝国』（ゴジラ コング あらたなるていこく、原題：Godzilla x Kong: The New Empire）は、2024年のアメリカ合衆国の怪獣映画。
『ゴジラ』と『キングコング』のリブート映画『ゴジラvsコング』の続編で、モンスター・ヴァースの第5作。監督のアダム・ウィンガードや脚本のテリー・ロッシオ、キャストのレベッカ・ホール、ブライアン・タイリー・ヘンリー、カイリー・ホットルは前作から続投。
2027年に続編『ゴジラxコング スーパーノヴァ』が公開予定。

## あらすじ
ゴジラとコングによる壮絶な死闘に決着が着いてから4年後、ゴジラは変わらずタイタンの怪獣王として地上に生息するタイタンたちを監視・抑制しており、コングは本来の故郷である地下空洞・ホロウ・アースで暮らしていた。しかしコングは、未だ同族の存在を確認できず、孤独を募らせていた。
そんな中、ホロウ・アースから謎の波長の電波信号が感知され、ジアもそれを独自にイメージとして受け取っていた。バーニーの調査で、それがホロウ・アースから怪獣たちに発信されている救援信号の可能性が浮上し、アイリーン、ジア、バーニー、トラッパーたちが調査のため地下空洞へ乗り出す。
一方でコングは、ホロウ・アースで発見した新たな土地で、遂に同族と巡り合うも襲撃を受け、これを撃退する。その一頭である幼体・スーコに案内してもらった先で、無数の同族たちを奴隷同然に支配するスカーキングと、その配下・シーモと対峙するが、善戦空しく撤退した。
コングは、地表侵略をしようとする敵を阻止するため、ゴジラに応援を要請する。最大級のエネルギーを溜め込んだゴジラと強化したコングは、冷酷なスカーキングとすべてのものを凍らせるシーモとブラジル・リオデジャネイロで空中戦を含めた激戦を繰り広げる。

## キャスト
アイリーン・アンドリューズ
演 - レベッカ・ホール、日本語吹替 - 坂本真綾
ジアの養母で、怪獣たちの調査を行う特務機関「モナーク」の人類言語学者で、コング研究主任を務める。ホロウ・アースからの波形信号を解明するために地下調査に赴く。

バーニー・ヘイズ
演 - ブライアン・タイリー・ヘンリー、日本語吹替 - 尾上松也
ポッドキャスト「大怪獣の真実」を配信しながら怪獣たちに関する陰謀を主張してきた陰謀論者。
アイリーンからの依頼を受けて謎の波長の調査に乗り出し、共にホロウ・アースへの探査に乗り出す。

トラッパー
演 - ダン・スティーヴンス、日本語吹替 - 宮野真守
「モナーク」所属の未知動物学の権威である獣医。コングの主治医として、彼の虫歯治療やビースト・グローブの開発に携わり、アイリーンの地下調査に同行した。アイリーンとは学生時代からの友人。
快活な性格の持ち主だが、自ら危険に飛び込んでスリルを楽しむ側面も併せ持つ。

ジア
演 - カイリー・ホットル
耳に障害を抱えている髑髏島の先住民イーウィス族の少女。養母のアイリーンから教えてもらったアメリカ手話で会話する。
コングの抱えている孤独に共感を覚え、地上での生活に馴染めずにいたが、やがて地下空洞からの波長を独自に察知するようになり、再び地下空洞への探査に参加し、同族と出会うこととなる。

ミケル
演 - アレックス・ファーンズ、日本語吹替 - 鈴木もぐら（空気階段）
モナークの職員。ヒーヴの操縦士として、アイリーンたちの調査に同行する。
トラッパーやバーニーを疎んでおり、彼らの忠告を無視した結果、謎の生物の餌食となる。

女王
演 - ファラ・チェン
地下空洞に生き残っていたイーウィス族の指導者。

ハンプトン
演 - レイチェル・ハウス、日本語吹替 - 真矢ミキ
モナークの責任者。

ハリス
演 - ロン・スミック、日本語吹替 - 田中美央
モナークの地下空洞前哨基地メンバー。スカーキングの襲撃により死亡。

ジェイン
演 - シャンテル・ジェイミーソン、日本語吹替 - 高橋李依
モナークの地下空洞前哨基地メンバー。スカーキングの襲撃により死亡。

ルイス
演 - グレッグ・ハットン、日本語吹替 - 立木文彦
モナークの地下空洞前哨基地メンバー。スカーキングの襲撃により死亡。

潜水艦艦長
演 - ケヴィン・コープランド、日本語吹替 - 大塚明夫

潜水艦士官
演 - Tess Dobré

ウィルコックス
演 - ティム・キャロル、日本語吹替 - 福山潤
アメリカ軍の将軍。

トークショーのアナウンサー
演 - アンソニー・ブランドン・ウォン

ローリエ
演 - ソフィア・エンバーソン＝ベイン、日本語吹替 - 内田真礼
モナークの職員。

## 登場怪獣
ゴジラ / GODZILLA
地球上が天然の放射能に満ち、巨大生物が跋扈していたペルム紀の生態系の頂点に君臨していた種族の末裔であり、地球怪獣=タイタンたちの頂点に立つ怪獣王。
本作では地上のすべての怪獣たちを監視し抑えながら、ローマのコロッセオを新たな休息地として休眠していた。だが、ホロウ・アースからの救援信号を察知して覚醒し、かつての敵であるスカーキング、シーモとの戦いに備えて地上各地で放射能を吸収、体内に蓄積したエネルギーの影響で大幅に戦闘力が強化され、背鰭がピンク色に発光して全体的に引き締まった体躯へとパワーアップする。
一方で、このパワーアップのために原子力施設や他の怪獣の縄張りを襲撃するなど、王らしい理不尽な一面も見せている。

コング / KONG
髑髏島からホロウ・アースへ渡った超大型類人猿のタイタン。
長年の望みであった同族のグレイト・エイプと巡り合うも、地表侵略を企てる新たなる脅威・スカーキングと対峙することになる。
武器は前作同様ゴジラの背鰭で出来た斧の他、高度な罠を仕掛けて他の怪獣を仕留めるなど高い知性を発揮している。劇中後半にはトラッパーの協力で、右腕にビースト・グローブを装着する。

グレイト・エイプ / GREAT APE
地下空洞に生息していた、コングと同種の類人猿型の怪獣。姿はコング同様にゴリラに似たものや、スカーキングのようにチンパンジーに近いものまで多種多様。
本来は善なる種族として、地下空洞とイーウィス族たちを守ってきたのだが、スカーキングによる支配で、彼の圧政に服従させられている。
スカーキング / SKAR KING
グレイト・エイプたちのアルファ個体。コングに比べると細身で、オランウータンに似た赤毛の風貌をしている。
地下空洞内で築いた王国で同族たちを恐怖で支配する暴虐の王であると同時に、さまざまな怪獣との戦いに精通した歴戦の戦士で、他のタイタンの背骨で作った鞭「ウィップスラッシュ(Whipslash)」を武器とする。また、このウィップスラッシュの先端部の青い結晶体の力で、シーモを服従させている。
かつて地表への侵略を目論んでゴジラたちと戦うも敗れ去ったが、今でもその野望を諦めておらず、虎視眈々とその機会を窺っていた。
スーコ / SUKO
グレイト・エイプの幼体。バーニーからは「ミニコング」の愛称で呼ばれる。
群れの仲間たちとともに敵とみなしたコングを襲ったが返り討ちに遭い、他の仲間たちの住処までの案内役をさせられる。当初はコングを警戒していたものの、彼と交流を深めるうちに友情のようなものが芽生え始め、スカーキングたちとの戦いに協力する。

シーモ / SHIMO
ホロウ・アースに生息していた、背中が青い結晶のような棘で覆われた伝説と言われていた氷のタイタン。コングやゴジラよりも巨大で、冷凍エネルギー波を口から放つ能力を持ち、かつて地球に氷河期を引き起こした。
現在はスカーキングの支配下にあり、彼の命令でテリトリーに進入してきたゴジラとコングの前に立ちはだかる。

モスラ / MOTHRA
モナークから「怪獣の女王」と称され、ゴジラとは共生関係にある蛾のような怪獣。イーウィス族からも女神として崇められている。
本作でイーウィス族たちに導かれたジアの活躍により、 前々作『ゴジラ キング・オブ・モンスターズ』でギドラの攻撃により消滅したモスラの母親にあたるオリジナルの個体が出現し、ゴジラとコングに共闘するよう呼びかけた上で彼らに協力する。

スキュラ / SCYLLA
モスラと同じく前々作にて登場した頭足類の怪獣。
冒頭でイタリア・ローマを襲っていたが、それを止めるべく現れたゴジラとの戦いで頭を熱線で吹き飛ばされて倒される。

ティアマット / TIAMAT
グラフィックノベル『ゴジラ：ドミニオン』にて登場した、ウミヘビに似た怪獣。攻撃的な性質で、鋭利な鱗と鰭を武器とする。
現在は北極海を縄張りとしていたが、ゴジラの襲撃を受け倒される。

ワートドッグ / WARTDOG
地下空洞に生息する、イヌ科に似た怪獣。凶暴な肉食獣で、群れで獲物を襲う。
群れでコングを襲おうとするも、逆に彼の罠に掛かって壊滅し敗北。何頭かはコングの食料にされてしまった。

ヴァータシーン / VERTACINE
地下空洞に生息する、翼竜に似た怪獣。身体から放電する能力を持つが、他の怪獣に比べると大人しい性質。

ドラウンヴァイパー / DROWNVIPER
地下空洞に生息する、ウツボに似た怪獣。普段は水中に生息し、水を飲みに来た獲物を締め上げて仕留める。
スーコの策略でコングに襲い掛かったが逆に返り討ちに遭って倒され、コングとスーコに食べられてしまった。

パロットフロッグ / PARROTFROG
地下空洞に生息する、魚に似た背鰭を持つカエルのような怪獣。オウムのように他の怪獣の鳴き声を真似て鳴くことが出来る。

## 登場兵器
ビースト・グローブ / B.E.A.S.T. GLOVE
モナークがコングの武器として開発した機械式の籠手。正式名称は「解剖メカ型激震性サンダー・グローブ(Bio Enhanced Anatomech Seismic Thunder Glove)」。
前作でのメカゴジラとの一戦を受け、コングの自己防衛のための武器を開発する「パワーハウス計画」に基づき開発された。計画自体はコングが制御出来なくなることを危惧した反対派の意見が強まったことで白紙となったが、試作機が地下空洞の前哨基地に保管されていた。
電気を纏うことでコングの腕力を強化する他、治療薬を注射する機能も装備されており、シーモの攻撃による凍傷で負傷した彼の右腕を回復させている。

## 公開
アメリカでは当初2024年3月15日の劇場公開を予定していたが、俳優組合（SAG-AFTRA）によるストライキの影響で配給会社のワーナー・ブラザース作品の公開スケジュールが2023年8月に見直され、2024年4月12日に変更となった。その後、2024年3月29日に公開を予定していた『ミッキー17』の公開が延期になったことを受けて、本作品の公開が同日に前倒しとなることが同年1月に発表された。
日本では2024年4月26日に東宝による配給で公開された。

## 評価

### 批評
アメリカの映画批評サイト「Rotten Tomatoes」では、専門家による肯定評価が56パーセントに対して、観客による肯定的評価は92パーセントとなり、過去10年のハリウッドによるゴジラ映画では、観客からの評価が最も高い作品となった。

### 受賞・ノミネート
| 映画賞           | 授賞日       | 部門                                   | 対象                                                                                                   | 結果       | 出典   |
| ---------------- | ------------ | -------------------------------------- | --- | ---------- | ------ |
| 第52回サターン賞 | 2025年2月2日 | ファンタジー映画賞                     | 『ゴジラxコング 新たなる帝国』                                                                         | ノミネート | [ 19 ] |
| 第52回サターン賞 | 2025年2月2日 | 若手俳優賞                             | カイリー・ホットル                                                                                     | ノミネート | [ 19 ] |
| 第52回アニー賞   | 2025年2月8日 | 実写作品キャラクター・アニメーション賞 | ルドヴィク・シャイロー ジョナサン・パキン クレイグ・ペン フロリアン・フェルナンデス マルコ・バーバティ | ノミネート | [ 20 ] |